# Ла-Пас (департамент, Гондурас)
Ла-Па́с (исп. La Paz) — один из 18 департаментов Гондураса. Находится в юго-западной части государства. Граничит с департаментами: Интибука, Лемпира, Комаягуа, Франсиско Морасан, Валье и государством Сальвадор.
Административный центр — город Ла-Пас. Площадь — 2331 км². Население — 200 900 чел. (2011)

## Муниципалитеты
В административном отношении департамент подразделяется на 19 муниципалитетов:
1. Ла-Пас
2. Аганкетерике
3. Кабаньяс
4. Кане
5. Чинакла
6. Гахикиро
7. Лаутерике
8. Маркала
9. Мерседес-де-Орьенте
10. Опаторо
11. Сан-Антонио-дель-Норте
12. Сан-Хосе
13. Сан-Хуан
14. Сан-Педро-де-Тутуле
15. Санта-Ана
16. Санта-Элена
17. Санта-Мария
18. Сантьяго-де-Пурингла
19. Ярула